# Condado de Hunterdon
El condado de Hunterdon (en inglés: Hunterdon County), fundado en 1714, es un condado en el estado estadounidense de Nueva Jersey. En el 2000 el condado tenía una población de 121.989 habitantes en una densidad poblacional de 110 personas por km². La sede del condado es Flemington.

## Geografía
Según la Oficina del Censo, el condado tiene un área total de 1134 km² (437,8 mi²), de la cual 1114 km² (430,1 mi²) es tierra y 21 km² (8,1 mi²) (1.79%) es agua.

### Condados adyacentes
- Condado de Warren (norte)
- Condado de Morris (noreste)
- Condado de Somerset (este)
- Condado de Mercer (sureste)
- Condado de Bucks (oeste)

## Demografía
En el 2007 la renta per cápita promedia del condado era de $97,793, y el ingreso promedio para una familia era de $113,280. En 2000 los hombres tenían un ingreso per cápita de $61,888 versus $40,852 para las mujeres. El ingreso per cápita para el condado era de $36,370 y el 2.60% de la población estaba bajo el umbral de pobreza nacional.

## Localidades

### Ciudad
Lambertville

### Boroughs
Bloomsbury |
Califon |
Flemington |
Frenchtown |
Glen Gardner |
Hampton |
High Bridge |
Lebanon |
Milford |
Stockton

### Pueblo
Clinton

### Municipios
Alexandria |
Bethlehem |
Clinton |
Delaware |
East Amwell |
Franklin |
Holland |
Kingwood |
Lebanon |
Raritan |
Readington |
Tewksbury |
Union |
West Amwell

### Lugares designados por el censo
Annandale |
Whitehouse Station

### Áreas no incorporadas
Oldwick |
Pittstown |
Pottersville |
Raven Rock |
Readington Village |
Ringoes |
Sergeantsville |
Stanton |
Three Bridges |
Whitehouse